# Lise Løke
Lise Løke (* 21. September 1984 in Tønsberg, Norwegen) ist eine ehemalige norwegische Handballspielerin, die für die norwegische Nationalmannschaft auflief.

## Karriere

### Im Verein
Løke spielte anfangs beim norwegischen Verein IL Runar. Über die Zwischenstation Sandar IL gelangte sie zu Gjerpen IF, mit deren Damenmannschaft sie in der höchsten norwegischen Spielklasse sowie in der Saison 2005/06 im Europapokal der Pokalsieger auflief. Im Jahr 2006 wechselte die Kreisläuferin zum Ligakonkurrenten Levanger HK. Mit Levanger lief sie in der Saison 2007/08 ebenfalls international auf.
Løke schloss sich im Jahr 2008 dem Ligakonkurrenten Storhamar Håndball an. Nach fünf Spielzeiten für Storhamar wechselte sie zum norwegischen Spitzenverein Larvik HK. Løke gewann mit Larvik in der Saison 2013/14 sowohl die norwegische Meisterschaft als auch den norwegischen Pokal. Kurz vor dem Ende dieser Saison wurde sie schwanger. Nach der Babypause schloss sie sich im Februar 2015 Oppsal IF aus Oslo an. Im Sommer desselben Jahres kehrte sie zu Storhamar zurück. Im Januar 2017 wurde Løke erneut schwanger, woraufhin sie ihre Karriere beendete. Bis zu diesem Zeitpunkt erzielte sie 972 Treffer in 321 Erstligaspielen.
Aufgrund der Verletzungssituation auf der Kreisläuferposition gab sie im Sommer 2023 ihr Comeback für Larvik HK. Für Larvik bestritt sie in der Saison 2023/24 acht Spiele.

### In der Nationalmannschaft
Lise Løke bestritt im Oktober 2012 zwei Partien für die norwegische B-Nationalmannschaft, für die sie sieben Treffer erzielte. Am 20. April 2013 gab sie ihr Debüt für die norwegische A-Nationalmannschaft. Nachdem Løke am 26. Mai 2013 ihr fünftes Länderspiel bestritten hatte, wurde sie nicht mehr für Länderspiele eingeladen.
Løke gehörte weiterhin dem Kader der norwegischen Beachhandballnationalmannschaft an, mit der sie im Jahr 2007 die Bronzemedaille bei der Beachhandball-Europameisterschaft gewann.

## Sonstiges
Lise Løke ist mit dem norwegischen Trainer Arne Senstad liiert. In ihrem Geschwisterkreis sind mit Heidi Løke und Frank  Løke zwei weitere Handballnationalspieler.